# ChemSusChem
ChemSusChem — науковий журнал, який видає Wiley-VCH від імені Chemistry Europe. Журнал був заснований у 2008 році, станом на 2023 рік виходять 24 номери на рік. Публікує статті, які знаходяться на перетині хімії та сталого розвитку.
Імпакт-фактор у 2020 році становив 8,928. Відповідно до статистики Web of Science, цей імпакт-фактор ставить журнал на 27 місце серед 178 журналів у категорії «Мультидисциплінарна хімія».